# 1960 في بلغاريا
فيما يلي قوائم الأحداث التي وقعت خلال عام 1960 في بلغاريا.

## رياضة
- 2 يوليو – الدوري البلغاري الممتاز 1959-60 الفائز سسكا صوفيا.

## مواليد

### يناير
- 10 يناير – جورجي جلوتشكوف لاعب كرة سلة إيطالي.
- 26 يناير – فالنتين يوردانوف مصارع هاوي بلغاري.

### أبريل
- 8 أبريل – بيتر ستويمينو ملاكم بلغاري.

### يوليو
- 12 يوليو – إيفايلو مارينوف ملاكم بلغاري.

### أغسطس
- 3 أغسطس – أنا ماريا رافنوبولسكا دين ملحنة بلغارية.
- 6 أغسطس – إيليا بافلوف رجل أعمال بلغاري.

### سبتمبر
- 12 سبتمبر – بيتر ليسوف ملاكم بلغاري.
- 14 سبتمبر – إميل تشوبرنسكي ملاكم بلغاري.

## وفيات

### مايو
- 29 مايو – ديميترانا إيفانوفا (مواليد 1881)

### سبتمبر
- 29 سبتمبر – فلاديمير ديميتروف (مواليد 1882) فنان بلغاري.